# Marcelo Brozović
Marcelo Brozović (Zagreb, 16 de novembro de 1992) é um futebolista croata que atua como volante. Atualmente defende o Al-Nassr, da Arábia Saudita.

## Carreira

### Hrvatski Dragovoljac
Revelado pelo Hrvatski Dragovoljac, um pequeno clube croata de Zagreb, Brozović recebeu suas primeiras oportunidades na temporada 2010–11 da MAXtv Prva Liga. O jovem atuou em 22 partidas, sendo 18 como titular, e marcou um gol.

### Lokomotiva
Em julho de 2011 firmou um contrato com o Lokomotiva. Na MAXtv Prva Liga de 2011–12, atuou em 27 partidas e marcou quatro gols, ajudando a equipe que vinha da segunda divisão a alcançar o 7º posto no Campeonato Croata.

### Dínamo Zagreb
Em agosto de 2012, assinou um contrato de sete anos com os atuais campeões croatas, o Dínamo de Zagreb. Brozović foi bicampeão croata nas temporadas 2012–13 e 2013–14. Como titular regular, atinge 30 partidas e dois gols na primeira temporada, e 42 partidas e oito gols, no segundo ano.[carece de fontes?] Assim passa a atrair o interesse de diversos clubes do futebol europeu.

### Internazionale
Em janeiro de 2015, foi cedido a Internazionale por empréstimo pelo Dínamo Zagreb. O clube o manteve em definitivo com extensão de contrato.
Nas duas primeiras temporadas na Internazionale, Brozović foi bastante criticado devido à irregularidade. A equipe italiana chegou a colocar o atleta no mercado oferecendo a outros clubes europeus. Porém, ao ser recuado por Luciano Spalletti na Serie A de 2017–18, o desempenho do croata teve um notável crescimento e Brozović passou a ser visto como um jogador fundamental para a Inter. Em 2018, o croata renovou seu contrato com a equipe italiana até 2021.
Brozović deixou a Inter onde jogou 330 partidas pelo Inter, conquistou cinco troféus com este clube e, na temporada passada disputou a final da Liga dos Campeões, onde foi derrotado pelo Manchester City (0 a 1).

### Al-Nassr
No dia 3 de julho de 2023, Brozović foi contratado pelo Al-Nassr por 18 milhões de euros, com um contrato válido até junho de 2026. Estreou pelo novo clube no dia 17 de julho, num amistoso contra o Celta de Vigo, em que sua equipe perdeu por 5 a 0.

## Seleção Nacional
Estreou pela Seleção Croata principal no dia 6 de junho de 2014, em partida amistosa contra a Austrália. Disputou a Eurocopa de 2016 e as Copas do Mundo de 2014, 2018 e 2022. Nesta última, chamou atenção por ser o jogador que percorreu a maior distância dentro de campo, juntamente com sua fama de "fumante".

## Estilo de jogo
Brozović possui um grande chute de fora da área, precisão nos passes e muita entrega em campo. Por outro lado, Brozović não é um tipo criativo de meio-campista. Sua técnica, drible e visão de jogo são médias. 
A entrega em campo é uma das marcas do jogador croata. Brozović foi o jogador que mais distância percorreu na Serie A de 2018–19  com uma média de 12,1 km por partida. Na partida da semifinal da Copa do Mundo de 2018 contra a Inglaterra, Brozović alcançou o recorde de distância percorrida por um jogador na história dos mundiais, com 16,33 Km percorridos. Na partida das oitavas de final da Copa do Mundo FIFA de 2022 contra a Seleção Japonesa de Futebol, Brozović bateu o seu próprio recorde de distância percorrida, estabelecendo uma nova marca em copas do Mundo, ao atingir 16,7 km percorridos. 
Inicialmente um meia mais avançado, Brozović foi recuado como volante à frente da defesa por Luciano Spalletti na Serie A de 2017–18, o que fez crescer o seu rendimento e passou a atuar assim também na Seleção Croata na Copa do Mundo de 2018. Nessa função, Brozović é aproveitado no que faz de melhor, a entrega em campo e os passes curtos precisos, sem ter a responsabilidade de armar o jogo. 

## Títulos
Dínamo Zagreb
- Prva HNL: 2012–13, 2013–14 e 2014–15
- Supercopa da Croácia: 2013

Internazionale
- Serie A: 2020–21[17]
- Supercopa da Itália: 2021[18] e 2022
- Copa da Itália: 2021–22 e 2022–23

Al-Nassr
- Liga dos Campeões Árabes: 2023

### Prêmios individuais
- Equipe da Temporada da Liga Europa da UEFA: 2019–20[19]
- Melhor Meio-campista da Serie A: 2021–22
- Jogador do Mês da Serie A: abril de 2022
- Equipe do Ano da Serie A: 2021–22